# Bolitoglossa walkeri
Bolitoglossa walkeri é uma espécie de anfíbio caudado pertencente à família Plethodontidae, sub-família Plethodontinae.